# Josef Cesar (Fußballspieler)
Josef Cesar (* 11. Januar 1924 in Essen; † 9. Januar 2011) war ein deutscher Fußballspieler. Er absolvierte von 1950 bis 1956 in der damals erstklassigen Fußball-Oberliga West insgesamt 154 Ligaspiele und erzielte dabei 27 Tore. Davor (1949/50) und danach (1956 bis 1959) lief der Allrounder auch noch in der 2. Liga West in 91 Ligaspielen (12 Tore) auf.

## Laufbahn
Als Sportfreunde Katernberg in der Saison 1949/50 in der 2. Liga West Gruppe 2 die Meisterschaft errangen und damit die Rückkehr in die Oberliga West glückte, war „Jupp“ Cesar unter Trainer Paul Bornefeld in 16 Zweitligaspielen für die Grün-Weißen vom Stadion Am Lindenbruch aus dem nördlichen Essener Stadtteil Katernberg aufgelaufen und hatte acht Tore erzielt. Cesar debütierte am Starttag der Saison 1950/51 in der Oberliga West. Katernberg gewann das Heimspiel mit 3:2 gegen Borussia Mönchengladbach und er hatte dabei im damaligen WM-System als Mittelläufer mitgewirkt. Mit den Neuzugängen Helmut Rahn und Willi Vordenbäumen kam Katernberg am Rundenende auf den 12. Rang und Cesar hatte vor Torhüter Heinz Kubsch 24 Ligaspiele in der Oberliga West bestritten. Rahn erzielte 1951/52 20 Tore, aber jetzt für Rot-Weiss Essen, und er gewann mit der Mannschaft von der Hafenstraße auch die Meisterschaft. Katernberg holte ohne den späteren Weltmeister einen Punkt mehr (26:34 zu 27:33) und verbesserte sich 1951/52 auf den 10. Rang; Cesar hatte lediglich in einem der 30 Rundenspiele an der Seite von Kubsch, Vordenbäumen, Kurt Carel und Helmut Penting gefehlt.
In seinem dritten Oberligajahr mit Katernberg erlebt Cesar aber den Absturz der Grün-Weißen: Mit 19:41 Punkten stieg Katernberg unter Trainer Werner Sottong als 15. der Tabelle, gemeinsam mit dem zweiten Zechenverein Erkenschwick, in die 2. Liga ab. Er hatte in 27 Ligaeinsätzen sechs Tore erzielt und unterschrieb zur Saison 1953/54 einen neuen Vertrag bei Bayer Leverkusen.
Im Weltmeisterschaftsjahr 1953/54 belegte er mit Bayer Leverkusen den siebten Rang und hatte alle 30 Ligaspiele bestritten und 13 Tore für die Mannschaft um Alfred Mutz, Karl Habets, Walter Nußbaum und Hans Flohr erzielt und damit die interne Torjägerliste angeführt. In seinem zweiten Jahr, 1954/55, erreichte Leverkusen unter Trainer Sepp Kretschmann mit dem 3. Rang die beste Platzierung in der Historie der Oberliga West. Als Bayer zum Rückrundenstart sensationell mit 1:0 an der Essener Hafenstraße gewann und RWE damit die erste Saisonniederlage beibrachte, avancierte die Elf endgültig zu einem Mitbewerber um die Westmeisterschaft und die Teilnahme an der Endrunde um die deutsche Fußballmeisterschaft. Beim Auswärtserfolg in Essen war „Jupp“ Cesar als rechter Verteidiger aufgelaufen. Die Entscheidung fiel am 17. April 1955 im Gipfeltreffen gegen das mit einem Punkt Vorsprung auf dem 2. Rang platzierte Sodingen. Leverkusen musste gewinnen, um seine Chance zur Vizemeisterschaft zu wahren. 18.000 Zuschauer füllten das Stadion am Stadtpark bis auf den letzten Platz. Cesar verletzte sich aber bereits in der 8. Minute, trotzdem brachte Nußbaum mit zwei Treffern die Rot-Schwarzen in Führung. Sodingen erreichte aber mit 2:2 das rettende Remis und zog mit RWE als Vizemeister in die Endrunde ein.
Der Absturz nach dem Beinaheeinzug in die Endrunde 1955 war 1955/56 dann aber krass: Als Vorletzter stieg Bayer in die 2. Liga ab; Cesar hatte nochmals in 19 Ligaeinsätzen fünf Tore an der Seite von Willi Gierlich, Theo Kirchberg und Udo Lattek erzielt. Der 32-Jährige ging mit in die 2. Liga und belegte in den nächsten drei Runden jeweils den 4. Rang und beendete im Sommer 1959 seine Spielerlaufbahn. In seiner letzten Saison, 1958/59, hatte er unter Trainer Edmund Conen und an der Seite von Mitspielern wie den Gramminger Zwillingen Karl und Martin sowie dem jungen Eigengewächs Heinz Höher mit 35 Jahren in weiteren 18 Ligaspielen mitgewirkt.